# Crysan
Crysan da Cruz Queiroz Barcelos (Sud Mennucci, 7 juli 1996), kortweg Crysan, is een Braziliaans voetballer die bij voorkeur als linskbuiten speelt. 

## Carrière
Crysan verruilde in 2013 Grêmio Barueri Futebol voor Atlético Paranaense. Nadat hij in januari 2015 naar de U23 werd overgeheveld, tekende hij een driejarig contract bij de club. Zijn debuut in de Série A maakte hij op 19 juli 2015 tegen Chapecoense.
Atlético Paranaense leende Crysan twee keer uit: eerst aan Oeste FC, later ook aan Cercle Brugge. Tijdens zijn uitleenbeurt scoorde hij zes keer voor Cercle, onder andere in de terugwedstrijd van de finalewedstrijden van de Proximus League tegen KFCO Beerschot Wilrijk. Mede dankzij Crysans doelpunt promoveerde Cercle dat seizoen naar Eerste klasse A.
Crysan promoveerde echter niet mee met Cercle Brugge: in de zomer van 2018 verkocht Atlético Paranaense hem aan de Saudische club Al-Batin FC. Bij Al-Batin vond hij Frank Vercauteren terug, zijn trainer van bij Cercle Brugge.